# Шешуков, Кондратий Кузьмич
Кондратий Кузьмич (Козмич) Шешуков — русский купец и благотворитель.

## Биография
Происходил из крестьян деревни Кулиги, Каменской волости, Тюменского округа и родился примерно в 1802 года в семье ямщика. 
Шешуков в молодости занимался извозом, брал подряды на поставку припасов Алтайскому горному округу. Главным занятием стала перевозка грузов для кяхтинской торговли. Полученную прибыль вкладывал в торговлю и золотопромышленность. В 1850 торговые обороты Шешукова в Кяхте составляли 235 тыс. руб., в 1860 — 391 тыс. В 1857 открыл прииск в Верхнеудинском округе, на котором работали 106 рабочих. Ему принадлежали литейный завод и дом в Томске. Еще одним источником дохода Шешукова являлось ростовщичество. 
В 1846 году, в возрасте 44 лет, Шешуков являлся купцом второй гильдии и Тюменским городским головой.  Прослужив на этом посту три года, он получил благодарность от общества.  В 1851 году является купцом первой гильдии. К концу 1850-х годов Кондратий Козмич - потомственный почетный гражданин (в городе в тот период таковых было 11 человек.) С 1 января 1858 года он вновь "служил по выбору тюменских купцов и мещанского общества" городским головою. 
К этому времени К. К.Шешуков был главой довольно большого семейства. Женился он (судя по рождению первого ребенка) около 1830 года. Его женой стала крестьянская или мещанская дочь Василиса Ивановна. Это предположение основано на том, что за ней не числилось ни родового, ни "благоприобретенного" имения. В 1859 г. супруги имели дочь Марию (29 лет) и пятерых сыновей (Павел - 27, Иван - 24, Андреян - 19, Василий - 16, Константин - 15 лет). Кроме того, в Тюмени "купечествовал" и его племянник "купца первой гильдии сын" Николай Максимович Шешуков. Семья городского головы удобно располагалась в "благоприобретенном" каменном доме, а для отдыха могла использовать и собственную заимку, также "благоприобретенную". 
Далеко не последним человеком был Кондратий Козмич на Нижегородской ярмарке. Имеется в виду не столько даже его коммерческий оборот, сколько деятельность в её руководящих органах. 1852 г. он решительно высказался за принятие новой таксы, увеличившей плату с ярмарочных помещений, чем содействовал приращению государственных доходов. В 1857-1858 гг. был в числе первых жертвователей на благоустройство Нижегородской ярмарки (модернизация освещения, улучшение состояния пожарной команды, "возведение башни с устройством в ней городских и ярмарочных часов"). Кроме того, купец активно участвовал в составлении особых капиталов "как для приема Их Императорских Величеств, так и в предположении об устройстве на ярмарке церкви в память Высочайшего посещения Их Величеств". 
Кондратий Козмич принимал активное участие в открытии Тюменского городского общественного банка, и не его вина, что обсуждение этого вопроса затянулось с 1847 до середины 1860-х годов. К. Шешуков стал инициатором первых театральных представлений. Основной целью благотворительных любительских постановок был сбор дополнительных средств для женской школы. Первое представление состоялось 27 декабря 1857 года (по старому стилю) в зале уездного училища. В постановке были заняты: купцы  Шешуков, Решетников и Прасолов, дочери купчих Злобиной и Юдиной, учители Садков и Яковлев.  Постановки пользовались успехом, на протяжении года самодеятельные артисты собирали полные залы.

## Благотворительность
Большую известность получила общественная деятельность К. Шешукова. 
Он вместе с купцом И. Решетниковым построил старообрядческую часовню в деревне Космаковой (1843). Сам К. Шешуков получил домашнее образование, т. е. умел читать, отчасти писать и на счетах считать, но полагал своим долгом покровительствовать народному образованию. В 1853 году на устройство Тобольской женской школы пожертвовал 3000 руб. После пожара 1854 г. в г.Тюмени, в результате которого сгорело здание, занимаемое уездным училищем, им было отремонтировано старое здание, оценное в 5505 руб. и построен новый каменный двухэтажный дом размером 12 х 7 сажен, оцененный в 16 тыс. руб., который так же был передан для помещения уездного училища. В 1858 г. он передал детскому приюту Тюмени векселей на сумму 8826 руб. 
В разные годы (по 1857 г.) были сделаны и другие пожертвования:
- В Покровскую церковь села Каменского, Тюменского округа до 8500 руб.
- Прочим церквям и монастырям (Градо-Тюменская Крестовоздвиженская церковь, Троицкий мужской монастырь, Единоверческая Никольская церковь, Соборо-Благовещенская церковь г.Тюмени) до 1250 руб.
- Для пострадавших от пожара в 1842 году бедных жителей г.Тюмени - 1500 руб.

В период Крымской войны К. Шешукова пожертвовал на воинские нужды - 1000 руб. (1854 г.), на Государственное ополчение - 1500 руб. (1855 г.), на устройство в г. Тюмени Лазарета для Инвалидной команды - 500 руб. За бесплатную доставку по месту назначения орудий и боеприпасов он несколько раз удостаивался личной благодарности государя и военного министра.

## Награды
За службу церковным старостой  в 1849 году награждён серебряной медалью на ленте ордена Св. Анны. Тюменская дума ходатайствовала о присвоении ему звания "степенного", 10 апреля 1855 года он был награждён золотой медалью на ленте ордена Св. Анны. В марте 1857 года "за воздаяние примерного усердия к общей пользе и значительные пожертвования" был пожалован орденом Станислава 3-й степени. В 1859 году губернские власти возбудили ходатайство о награждении К. Шешукова орденом Св. Анны 3-й степени, но Сибирский комитет нашел, что действия купца "не заключают в себе таких заслуг", за которые дают Анну III-й степени, и решил оставить это дело без последствий.